# Wilhelm von Zedlitz-Neukirch (Politiker, 1786)
Wilhelm Hans Gottlieb Conrad Freiherr von Zedlitz und Neukirch (* 19. Januar 1786; † 30. Januar 1862) war ein preußischer Verwaltungsbeamter und Politiker.

## Leben
Wilhelm von Zedlitz-Neukirch war der Sohn von Otto Friedrich Konrad Freiherr von Zedlitz und Neukirch († 28. Juli 1820) und dessen Ehefrau Barbara Luise Wilhelmine geborene Freiin von Kottwitz. Er heiratete am 8. Juni 1809 Molly geborene von Kamecke (* 11. November 1788), die Tochter des preußischen Obristen George Friedrich von Kamecke. Aus der Ehe gingen die Söhne Constantin, Wilhelm und Theodor hervor.
Wilhelm von Zedlitz-Neukirch leistete Militärdienst und schied als Major aus der preußischen Armee aus. Er war von 1818 bis 1857 Landrat im Kreis Schönau und trug zuletzt den Titel eines Geheimen Regierungsrates. Er gehörte dem Provinziallandtag der Provinz Schlesien an und war Mitglied des Ersten und Zweiten Vereinigten Landtags. Er war Herr auf Hermannswaldau und Rosenau. Er war Landesältester der Fürstentümer Jauer und Schweidnitz und Ritter des St Johanitter-Ordens.